# Coelii

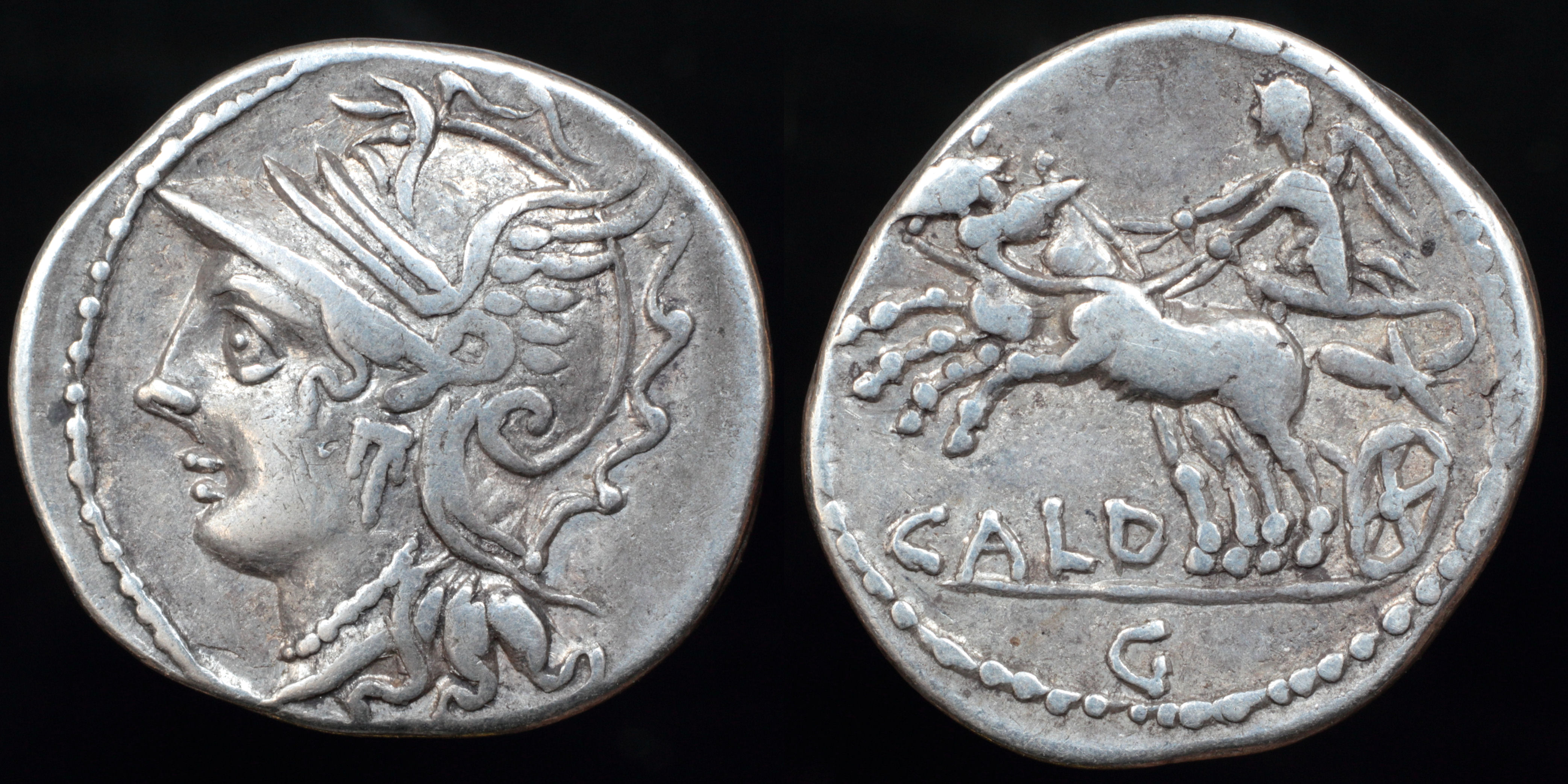
Denier émis par Gaius Coelius Caldus en -104. L'avers représente une tête de Roma, le revers Victoria conduisant un biga.

La gens Coelia, parfois écrite Coilia, était une famille plébéienne de la Rome antique. Les Coelii sont fréquemment confondus avec les Caelii, certains individus étant appelés Caelius dans les manuscrits, alors qu'ils apparaissent comme Coelius ou Coilius sur les monnaies. Le premier de cette gens à obtenir le consulat fut Caius Coelius Caldus en -94.

## Praenomen
Les Caelii mentionnés dans l'histoire utilisaient les praenomen Lucius, Gaius et Marcus, qui figuraient tous parmi les noms les plus courants à Rome.

## Branches et cognomen
Le seul nom de famille régulier de cette gens sous la République était Caldus, dérivé du latin calidus, qui se traduit par « chaud » ou « éruption cutanée ». Le même cognomen a également donné naissance au nomen Calidius,,,,.

## Membres

### Sous la République

#### Coelii Antipater
- (Coelius), (v.-230 - ?);
  - Lucius Coelius (Antipater), (v.-210/5 - ap.-169), triumvir monétaire, légat en Illyrie pendant la guerre contre Persée, en -169, et fut vaincu dans sa tentative de prendre la ville d'Uscana[a 2],[6].
    - Lucius Coelius Antipater, (v.-165/4 - ap.-121), juriste et historien romain.
      - ? Caius (Coelius) Antipater, (v.-125 - -82), légat de Caius Norbanus en -82, faisait partie des officiers assassinés lors d'un banquet par leur collègue Albinovanus. [7] [8]

  - ? Caius Coelius, (v.-200 - ?);
    - Caius Coelius, (v.-170 - ap.-129), sénateur romain;

#### Coelii Caldi
- Caius Coelius, (v.-185 - ?);
  - Caius Coelius, (v.-160 - ?);
    - Caius Coelius Caldus, (v.-140 - ap.-90), consul en -94, proconsul de Gaule;
      - Lucius Coelius Caldus, (v.-105 - ?), septemvir épulo. [9] [10]
        - Caius Coelius Caldus, (v.-75 - ap.-49), questeur en Cilicie en -50; Lorsque Cicéron quitta la province, il laissa l'administration entre les mains de Caldus[a 3]. [11]
          - ? (Coelius Caldus), (v.-40 - ?);
            - Coelius Caldus, (v.-15 - 9), fait prisonnier par les Germains à la suite de la défaite de Publius Quinctilius Varus en 9, s'est suicidé plutôt que d'être soumis à la torture qu'il prévoyait[a 4].

    - ? Publius Coelius Caldus, (v.-130 - -87), légat en -87;

#### Autres
- Marcus (Coelius);
  - Marcus Coelius Vinicianus, (v.-82 - ap.-46), tribun de la plèbe en -53, préteur vers -48/6, puis proconsul de Bithynie et Pont. Bien que partisan de Pompée lors de son tribunat, il fut partisan de César pendant la guerre civile[12],[13].

### Sous le Principat

#### Coelii Balbini
Les Coelii Balbini sont originaires d'Italica, ils sont inscrits dans la Tribu Sergia.
- (Publius Coelius), (v.50 - ?);
  - Publius Coelius Apollinaris, (v.70 - ap.111), consul suffect en 111;
    - Publius Coelius Balbinus Vibullius Pius, (v.102 - ap.140), consul en 137[b 1];
      - Marcus Aquilius Coelius Apollinaris, (v.135 - ap.169), consul en 169;
        - ? (Coelia), (v.160 - ?), épouse de Caelius Calvinus;
        - ? (Coelia), (v.165 - ?), épouse de Lucius Valerius Messalla;

#### CoeliideVienna
- Cnaeus (Coelius), (v.-25/0 - ?);
  - Marcus Coelius Lectus, (v.5 - v.55), tribun militaire de la Legio III Gallica;

#### Autres
- Lucius Coelius Festus, consul suffect en 148 apr. J.-C.[14].
- Marcus Coelius Roscius, légat de la vingtième légion, en poste en Grande-Bretagne au moment de la mort de Néron en 68[a 5];
- Coelia Concordia, une Vestalis Maxima, Vestales, érigea en 385 une statue à Vettius Agorius Praetextatus, dont l'épouse l'honora plus tard de la même manière. Elle est la dernière Vestale attestée épigraphiquement[b 2]. [15]
- Coelius Sedulius, poète chrétien du début du Ve siècle.